# Тернина, Милка
Ми́лка Терни́на (хорв. Katarina Milka Trnina (https://ru.howtopronounce.com/croatian/milka-trnina);  19 декабря 1863 года, деревня Везище, Загребская жупания — 18 мая 1941 года, Загреб) — хорватская оперная певица, драматическое сопрано. Выступала в крупнейших театрах Европы и США. Критики и публика высоко оценивали её голос и актёрское мастерство, проявившееся при исполнении ролей в произведениях немецких и итальянских композиторов. В 1906 году, на пике карьеры, была вынуждена оставить сцену из-за болезни.

## Биография

### Ранние годы
Катарина Милка Тернина родилась в деревне Везище (часть общины Криж). Обучение пению начала у частного педагога Иды Винтерберн в Загребе, продолжила в Венской консерватории у Йозефа Генбахера. Окончила консерваторию с золотой медалью в 1883 году. Оперный дебют состоялся в студенческие годы: в 1882 году Тернина пела арию Амелии в опере Верди «Бал-маскарад».

### Карьера
В постоянной труппе Тернина начала работать в Лейпциге, затем в 1884 году перешла в оперную труппу Граца. Здесь она выступала два сезона, совершенствуя сценическое искусство. В это время ярко проявилось её преданность опере как серьёзному музыкальному жанру.
Дирижёр Антон Зейдль, впечатлённый потенциалом Терниной, рекомендовал её бременской опере с целью замены другой известной драматической сопрано Катарины Клафски (нем. Katharina Klafsky). В Бремене Тернина впервые участвовала в постановке вагнеровского цикла «Кольцо нибелунга». В 1890 году её пригласила Мюнхенская королевская опера, выступая в которой течение нескольких лет Тернина упрочила свою репутацию певицы высшего класса и проявила себя как великолепный исполнитель вагнеровских опер. С не меньшим успехом она выступила в партии Леоноры в опере Бетховена «Фиделио».
В 1896 году в Бостоне состоялся североамериканский дебют Милки Терниной. Она исполнила партию Брунгильды в опере «Валькирия». В 1898 году она впервые пела на сцене лондонского Ковент-гардена, исполнив партию Изольды в опере «Тристан и Изольда». Её выступления в Королевской опере продолжались до 1906 года, она приняла участие в 98 различных оперных спектаклях. Она побывала с гастролями в Москве, Лондоне, Нью-Йорке и других городах США.
В 1899 году Тернина пела партию Кундри в опере «Парсифаль» на Байрёйтском фестивале. Согласно Оксфордскому краткому оперному словарю, это было её единственное выступление в Байройте. 27 января 1900 года состоялся дебют Милки Терниной в Метрополитен-опера в Нью-Йорке. Она исполнила партию Елизаветы в «Тангейзере». Во время плодотворного сотрудничества с нью-йоркской оперой она впервые на американской сцене пела партию Кундри в «Парсифале», однако постановка не была санкционирована семьёй Вагнера, из-за чего певицу больше никогда не приглашали участвовать в байройтских постановках несмотря на ей высокий профессиональный уровень.
Известным стало выступление Терниной в 1901 году в заглавной партии оперы Джакомо Пуччини «Тоска». Эта постановка Метрополитен-опера выдержала 18 представлений. В предыдущем году Тернина впервые пела партию Флории Тоски в Лондоне, и Пуччини, присутствовавший на спектакле, назвал её исполнение идеальным. Это сделало Тернину самой известной в англоговорящем мире исполнительницей этой партии.

### Конец карьеры

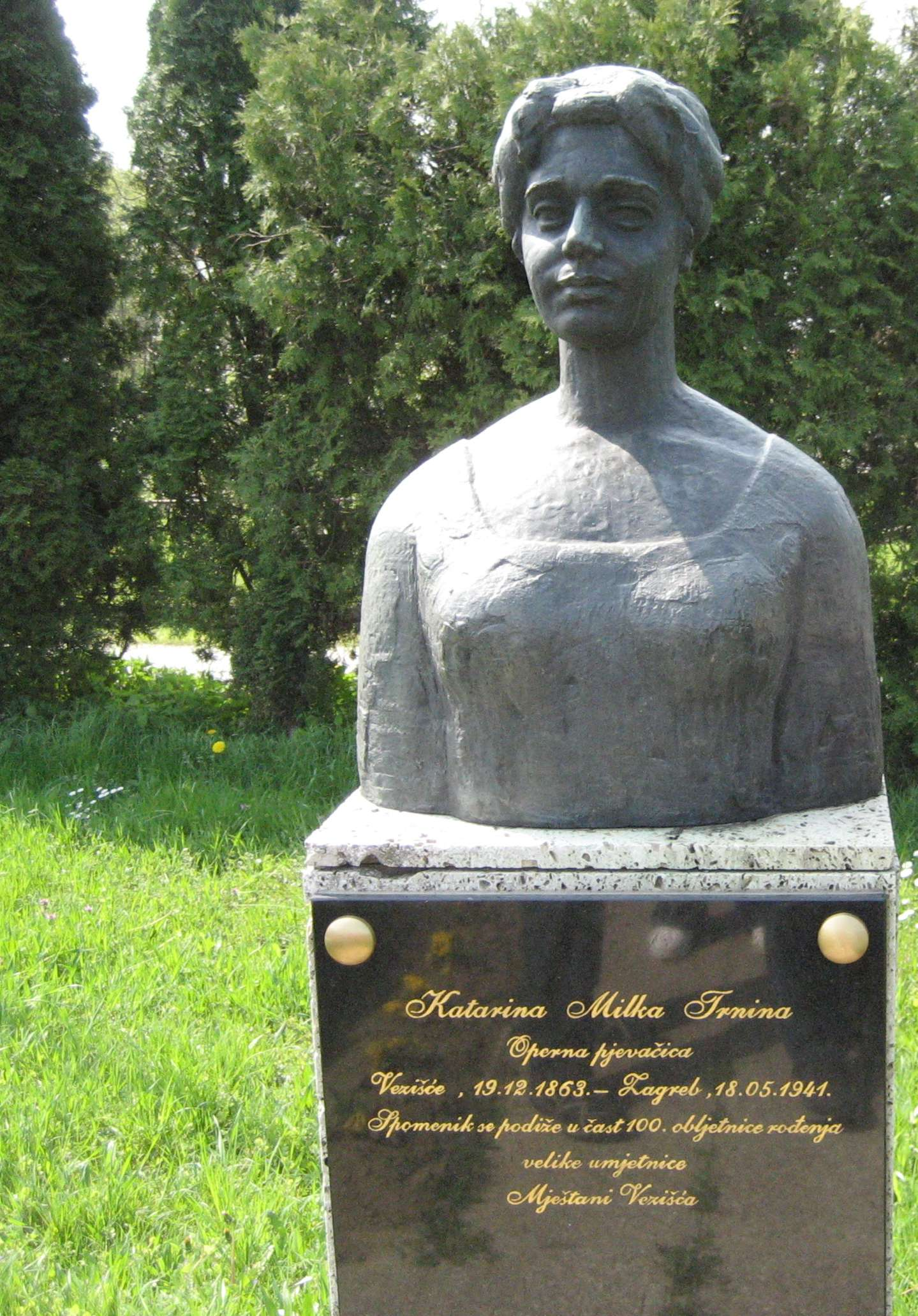
Памятник Милке Терниной в Везишче

В 1906 году у Милки Терниной случился паралич лицевых мышц. Пострадала зона вокруг глаз. Болезнь не поддавалась лечению, и Тернина была вынуждена покинуть сцену, находясь в отличной профессиональной форме. Несколько лет она преподавала пение в нью-йоркской Джульярдской школе, затем полностью отошла от международной музыкальной сцены и вернулась в Загреб. В Хорватии она продолжила преподавание; её наиболее известной ученицей стала драматическое сопрано, звезда Метрополитен-оперы Зинка Миланова.
Скончалась Милка Тернина в 1941 году в Загребе в возрасте 77 лет. Коммерческих записей её голоса не сохранилось, однако пример её пения можно услышать в записях на «цилиндрах Мэплсона» (англ. Mapleson Cylinders), сделанных во время выступлений в Метрополитен-опера в начале XX века. Эти записи были выпущены на компакт-диске компанией Symposium Records (номер в каталоге — 1284).

## Память
В честь певицы назван водопад на Плитвицких озёрах.